# Джанін Беккі
Джанін Беккі (англ. Janine Beckie, 20 серпня 1994, Літлтон ) — канадська футболістка, олімпійська медалістка. Нападниця футбольної команди «Х'юстон Даш» та національної збірної Канади.

## Раннє життя
Народилась в місті Літлтон (Колорадо) до трьох років разом з батьками проживала в Канаді, згодом повернулись до США. У футбол Джанін почала грати під час навчання в місцевій школі.
Під час навчання в Техаському технічному університеті виступала за місцеву футбольну команду з 2012 по 2015 роки.

## Ігрова кар'єра
На драфті 2016, була обрана футбольною командою «Х'юстон Даш». 16 квітня 2016 дебютувала в складі х'юстонської команди в матчі проти «Чикаго Ред Стар».

## Збірна
З 2011 по 2013 залучалась до складу юніорської та молодіжної збірних США. Згодом отримала дозвіл на виступи в складі збірної Канади.
Залучалася до складу молодіжної збірної Канади в 2014, провела в складі молодіжної збірної 4 матчі, у яких відзначилась двома голами.
У складі національної збірної Канади дебютувала в 2015. Наразі в складі національної збірної провела 34 матчі забила 18 голів.

## Титули і досягнення
Канада
- Бронзова призерка Олімпійських ігор (1): 2016.